# Racing Team Holland
Racing Team Holland (RTH) is een Nederlands raceteam.

## Geschiedenis
In februari 1963 werd door Erik Hazelhoff Roelfzema en Ben van Marken een stichting opgericht, bedoeld om Nederlandse coureurs te ondersteunen. Hazelhoff en Van Marken hadden elkaar in 1958 ontmoet in New York. Ze ontmoetten elkaar weer in 1962, toen Hazelhoffs zoon Erik besloten had coureur te worden. Samen richtten ze in februari 1963 een stichting op. Hierbij waren ook Ben Pon (destijds importeur van Porsche en Volkswagen), Rob Slotemaker, Fred van der Vlugt, Henk van Zalinge, Maarten van Wamelen, Wim Blankevoort, Hans Hugenholtz en Jan Apetz aanwezig. Pon financierde de aankoop van de eerste Porsche 904, waarmee hij zelf in 1964 de finish haalde van de Grand Prix van Spa-Francorchamps en later succes boekte op de Nürburgring met Gerard Koch.
In juni 1964 werd RTH aan de pers voorgesteld. Behalve Ben Pon behoorden ook Rob Slotemaker, Henk van Zalinge en David van Lennep tot de eerste coureurs. In 1965 werd ook begonnen met racen met toerwagens (Maarten Jonker en Freek Dudok van Heel met DKW/Cooper S, Wim Loos en Hans Koster met BMW).
Later reden ook andere coureurs bij RTH, zoals Gijs van Lennep, Gerhard Koch, Robert Buchet en Carel Godin de Beaufort. 

In 1968 en 1969 reden de door DAF ontwikkelde F3 raceauto's met Gijs van Lennep en Mike Beckwith voor het RTH. 
Bij de volgende groep (1978-1980) waren ook Arie Luyendijk, Huub Rothengatter en Jan Lammers, die in 1978 zijn eerste F3 overwinning behaalde.
Er volgden enkele jaren met financiële problemen en RTH werd overgenomen door Hans Hugenholtz om het team te laten deelnemen aan historische autoraces, beginnend met de Coppa d'Italia 1987.
Sinds 1987 werd door meerdere rijders aan een groot aantal historische races deelgenomen als team, zowel in Eruropa als in de VS. Belangrijke overwinninge waren er in de Tour Auto (Hans Hugenholtz 7x en Pieter Boel 1x), Le Mans Classic, Spa 6 uur, Goodwood Revival, Monterey Historics en races voor het FIA Historisch Kampioenschap.
In 2000 en 2001 reed Hans Hugenholtz met een Chrysler Viper GTR het Franse GT Kampioenschap (co-piloten Alain Filhol en Cyril Prunet).
In 2009-2010 traden Bernhard en Christiaan van Oranje toe tot het team, om samen met Jan Lammers en Hans Hugenholtz deel te nemen aan het GT4 Kampioenschap met twee Ford Mustang FR500C's.
Bij historische races hebben ook een aantal beroemde coureurs samen met Hans Hugenholtz gereden voor RTH op Goodwood en Le Mans Classic, zoals Patrick Tambay, Danny Sullivan, Tony Dron, Jochen Mass, Stefan Johansson, Dario Franchiti en Emanuele Pirro.
Er is in 2007 een boek uitgegeven "Racing Team Holland, history of the Dutch racing team".